# Solenopsis ugandensis
Solenopsis ugandensis é uma espécie de formiga do gênero Solenopsis, pertencente à subfamília Myrmicinae.